# Sericania khagana
Sericania khagana är en skalbaggsart som beskrevs av Ahrens 2004. Sericania khagana ingår i släktet Sericania och familjen Melolonthidae. Inga underarter finns listade i Catalogue of Life.